# Zdeněk Kriebel
Zdeněk Kriebel (29. dubna 1911 Brno – 28. prosince 1989 Brno) byl moravský básník a redaktor, autor občanské a milostné lyriky a veršů a próz pro děti a mládež.

## Život
Pocházel z právnické rodiny zemského oficiála Zdeňka Kriebela a jeho manželky Otilie, rozené Tesařové.
Po maturitě roku 1930 začal studovat na Právnické fakultě Masarykovy univerzity v Brně a studium ukončil roku 1938 získáním titulu doktora práv. V letech 1935–1939 pracoval jako advokátní koncipient v Brně a 1939–1940 v Praze. Pak zde do roku 1956 působil jako právník a obhájce. Od roku 1956 byl redaktorem Státního nakladatelství dětské knihy. Roku 1961 se vrátil do Brna a až do odchodu do důchodu v roce 1972 pracoval v literárním oddělení brněnského Československého rozhlasu. V letech 1938–1948 byl členem Moravského kola spisovatelů.

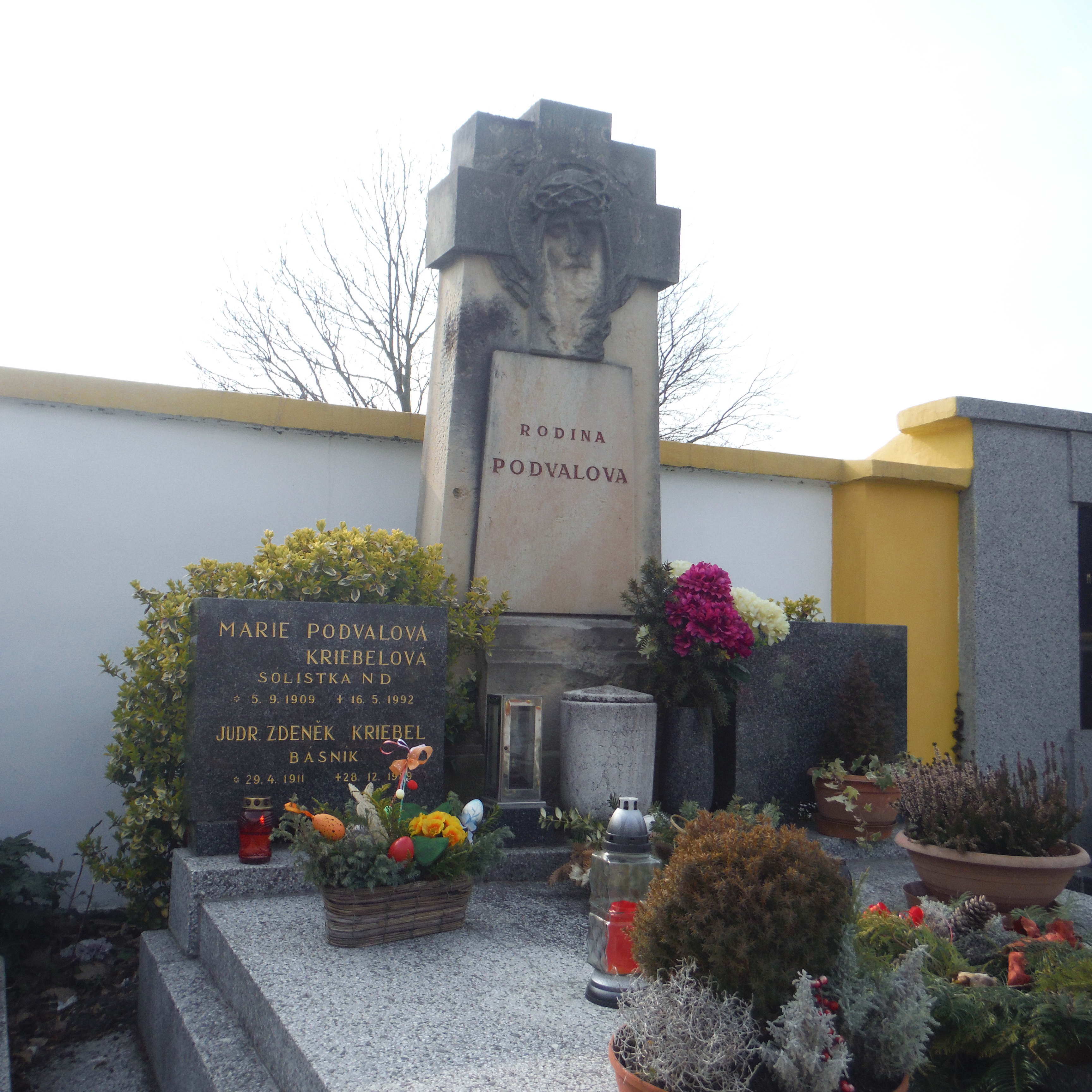
Hrob v Tišicích kde je i Marie Podvalová

Jeho manželkou byla v letech 1936–1956 a znovu v letech 1986–1989 operní pěvkyně Marie Podvalová.

## Dílo
Počátek jeho tvorby byl ovlivněn příslušností k brněnskému okruhu levicově orientovaných autorů, soustředěných kolem Bedřicha Václavka. Proto je jeho první vydaná básnická sbírka Hořící keř (1931) napsána v duchu proletářské poezie. Druhá sbírka Polytonfox (1932) vychází z poetismu. Tématem dalších básníkových předválečných sbírek je úzkostné prožívání života a smrti (200 chryzantém) a osobitá milostná a přírodní lyrika (Proutěná píšťala).
V poválečných sbírkách se projevilo autorovo zaujetí pro ideál sociálně spravedlivé společnosti (Alarm) a pro intimní lyriku (Kniha milosti). Od poloviny padesátých let se autor zabýval také literaturou pro děti a mládež, za kterou byl roku 1960 zapsán na Čestnou listinu Hanse Christiana Andersena Mezinárodního sdružení pro dětskou knihu (IBBY). Koncem padesátých let byly časopisecky zveřejňovány jeho verše občanské poezie s názvem Listy z Prahy, které pak autor až do konce života průběžně doplňoval, třebaže věděl, že jsou pro nekonformní postoj knižně nepublikovatelné.